# Ekranoplan

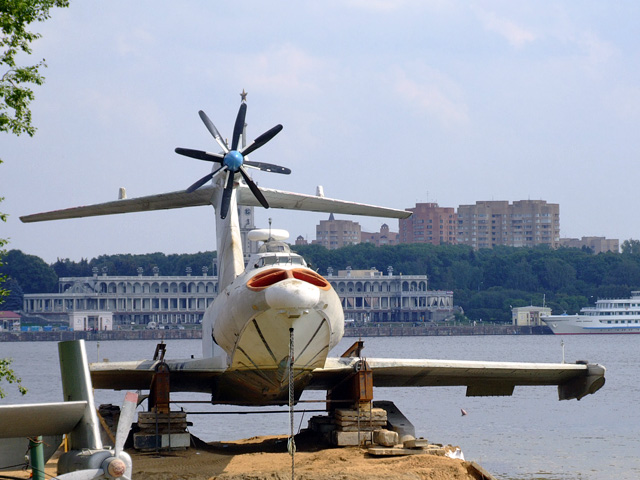
Radziecki wojskowy ekranoplan desantowy A-90 Orlionok

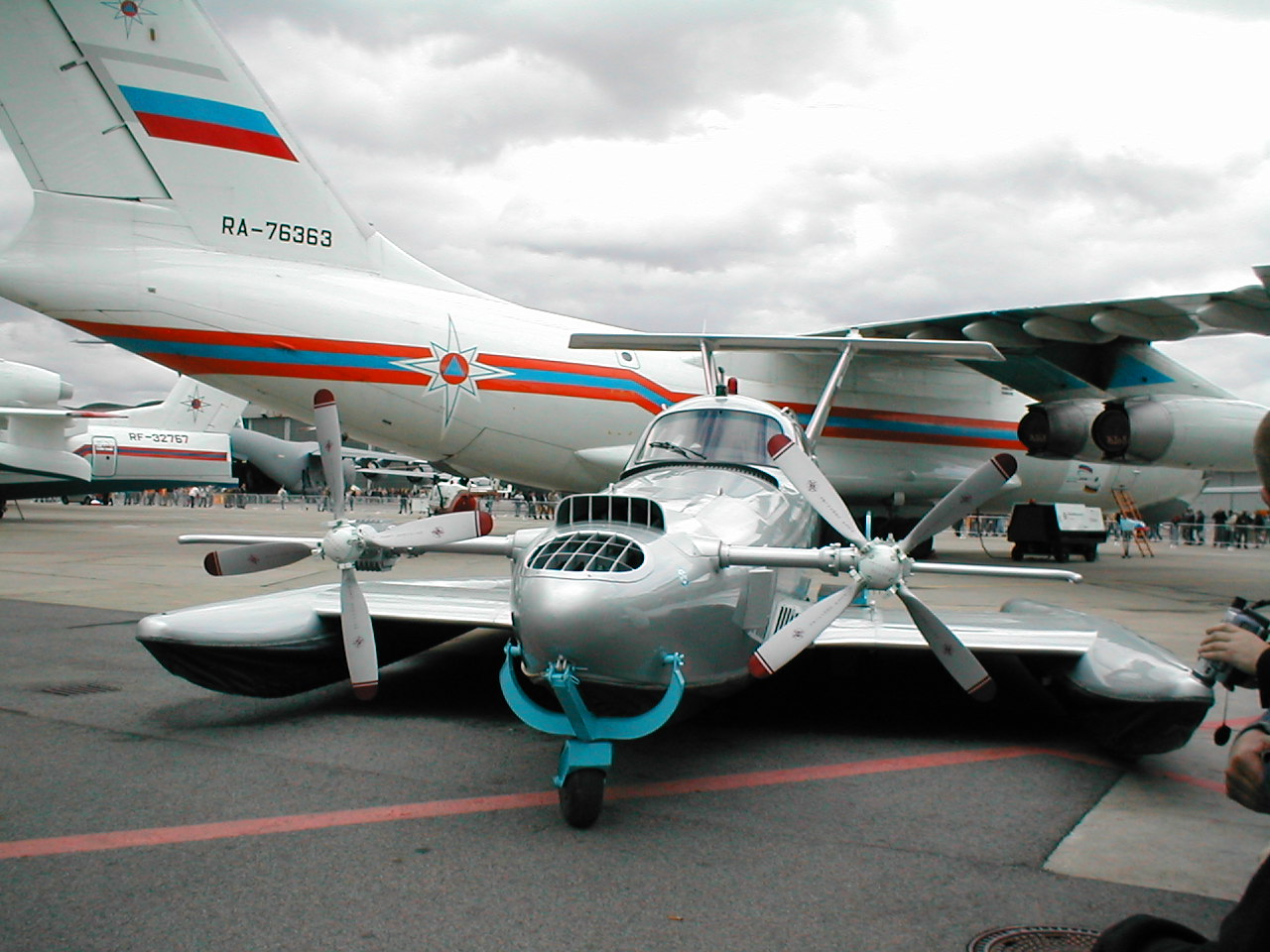
Rosyjski ekranoplan Aquaglide 2 na wystawie ILA 2006 w Berlinie

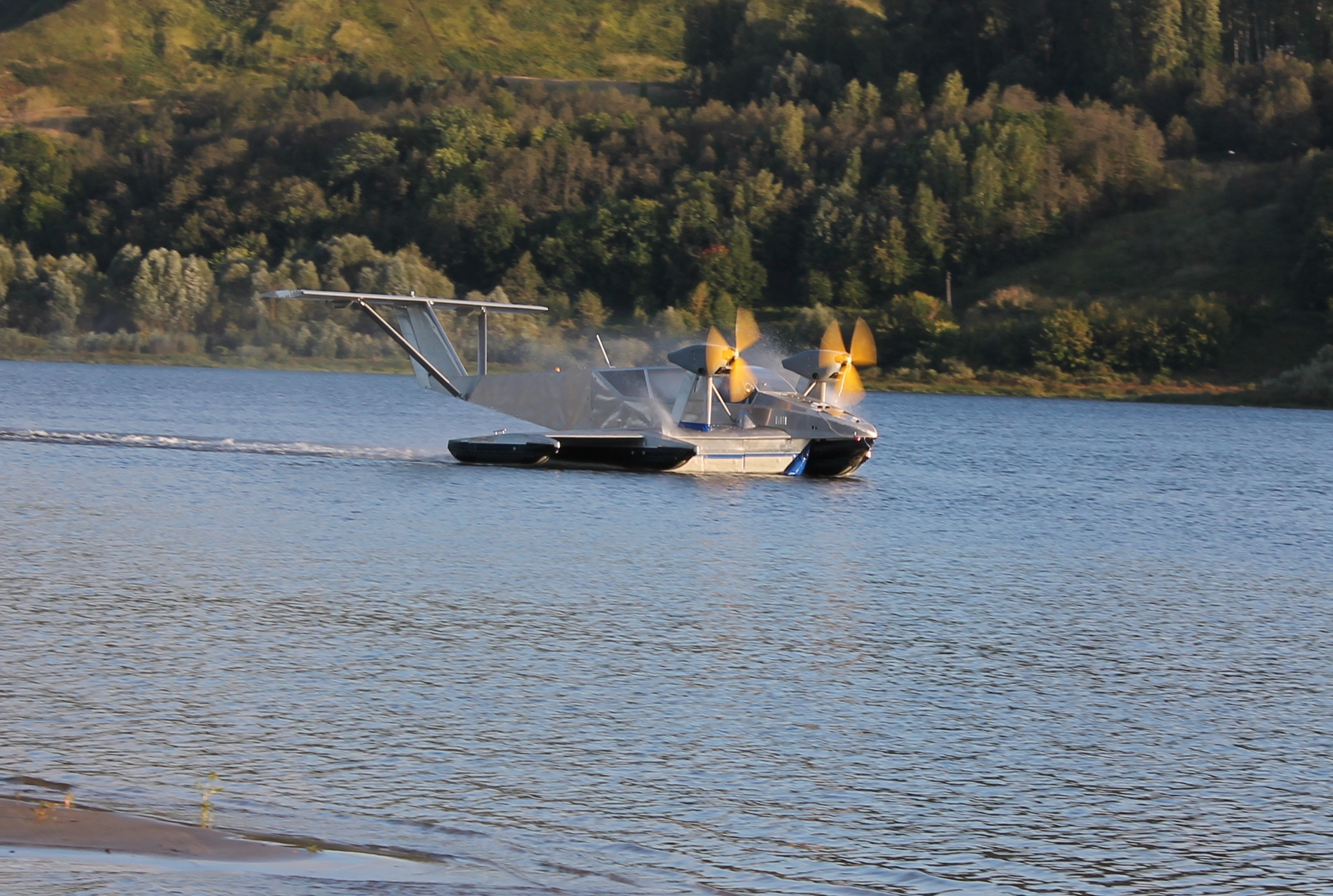
Ekranoplan Tungus

Ekranoplan (ekranolot, ros. экранопла́н, ang. screen plane, Wing-In-Ground, WIG) – rodzaj statku poruszającego się na niewielkiej wysokości nad wodą lub inną gładką powierzchnią, z wykorzystaniem efektu przypowierzchniowego.

## Historia
Rozwój tego typu konstrukcji nastąpił po II wojnie światowej, głównie w ZSRR, gdzie ich projektowaniem zajmował się przede wszystkim Rościsław Aleksiejew. Efekt WIG wykorzystał też Roberto Bartini, Włoch pracujący w ZSRR, w jednym ze swoich projektów.
Ekranoplany były stosowane w radzieckiej marynarce wojennej jako jednostki desantowe i patrolowe. Używane były na Morzu Kaspijskim i Morzu Czarnym. Obecnie ich wykorzystanie w charakterze wojskowym zmalało.
Rosyjska flota wycofała ze służby wszystkie swoje jednostki i z przyczyn ekonomicznych nie wprowadziła nowych. W latach 90. małymi ekranoplanami była zainteresowana amerykańska piechota morska. Bardzo poważnie USA zainteresowało się użyciem jednostek typu L-325 WIG o udźwigu 600 kg, które mogły pomieścić do pięciu żołnierzy z pełnym wyposażeniem wojskowym. Ekranoplany były przewidziane przede wszystkim do tajnego i skrytego przerzutu, głównie żołnierzy piechoty morskiej z okrętów stojących na redzie, bezpośrednio na brzeg. Projekt ten jest w dalszym ciągu realizowany. Współcześnie kilka krajów realizuje inne projekty związane z ekranoplanami. Do nich zaliczyć należy Koreę Południową (projekt tzw. wielkiego ekranoplanu dla wojska), Danię (projekty wykorzystania ekranoplanów w przewozach pasażerskich) i Niemcy (wykorzystanie ekranoplanów do celów turystycznych między regionami na Morzu Bałtyckim). W Polsce także wzrosło zainteresowanie ekranoplanami, jednak na razie głównie w celach badawczych, z wykorzystaniem w przyszłości do przewozów pasażerskich. Badania na małą skalę prowadzą Wojskowa Akademia Techniczna i Politechnika Warszawska.
Współczesne ekranoplany mają przede wszystkim zastosowanie cywilne jako statki pasażerskie i ratownicze.

## Charakterystyka
Ekranoplany wykorzystują efekt przypowierzchniowy, polegający na tym, że skrzydła statku lecącego nad ziemią lub wodą w odległości równej w przybliżeniu połowie długości skrzydła wytwarzają większą siłę nośną niż podczas lotu na większej wysokości.
Wyglądem przypominają łodzie latające, z tym że powierzchnia ich skrzydeł jest dużo mniejsza. Osiągają prędkości do 550 km/h. Zazwyczaj używane są na rzekach lub wodach przybrzeżnych.

## Wybrane ekranoplany
- A-90 ''Orlionok'' – radziecki wojskowy ekranoplan desantowy
- Projekt 903 ''Łuń'' – radziecki wojskowy ekranoplan uderzeniowy
- KM ''Kaspijski Potwór'' – prototyp radzieckiego wojskowego ekranoplanu transportowego
- Volga 2 – ekranoplan wykorzystywany do obsługi ruchu pasażerskiego na syberyjskich rzekach